# 시베차정
시베차정(일본어: 標茶町)은 일본 홋카이도 구시로 종합진흥국 관내의 가와카미군에 있는 정이다.
정명의 유래는 아이누어의 ‘시펫체’(シペッチャ, 큰 강의 부근)이다.

## 지리
구시로 종합진흥국 관내의 거의 중앙에 위치한다. 구시로시 중심부에서 북동쪽으로 약 40km 떨어져 있다. 면적은 1,099.56km2로 일본의 정촌 중에서 6번째로 넓다. 남북으로 구시로강이 흐르고 강을 따라서 센모 본선, 국도 391호선 등의 교통망이 지난다.
남부에는 구시로 습원이 있다. 구시로 습원의 총면적 18,290ha 중 시베차정이 차지하는 면적은 11,993ha로 전체의 약 65%에 해당해 4개 시정촌 중 가장 넓다.

### 기후
사방이 산으로 둘러싸인 분지로 여름과 겨울의 기온 차이가 심하고, 여름은 구시로 등보다 기온이 오른다. 태평양측 기후로 적설량은 적다.
| 시베차정의 기후                                              | 시베차정의 기후 | 시베차정의 기후 | 시베차정의 기후 | 시베차정의 기후 | 시베차정의 기후 | 시베차정의 기후 | 시베차정의 기후 | 시베차정의 기후 | 시베차정의 기후 | 시베차정의 기후 | 시베차정의 기후 | 시베차정의 기후 | 시베차정의 기후 |
| 월                                                           | 1월             | 2월             | 3월             | 4월             | 5월             | 6월             | 7월             | 8월             | 9월             | 10월            | 11월            | 12월            | 연간            |
| ------------------------------------------------------------ | --------------- | --------------- | --------------- | --------------- | --------------- | --------------- | --------------- | --------------- | --------------- | --------------- | --------------- | --------------- | --------------- |
| 역대 최고 기온 °C (°F)                                       | 7.8 (46.0)      | 9.5 (49.1)      | 15.1 (59.2)     | 26.7 (80.1)     | 32.8 (91.0)     | 32.7 (90.9)     | 34.4 (93.9)     | 35.1 (95.2)     | 31.7 (89.1)     | 25.1 (77.2)     | 21.0 (69.8)     | 14.1 (57.4)     | 35.1 (95.2)     |
| 일평균 최고 기온 °C (°F)                                     | −1.4 (29.5)     | −0.9 (30.4)     | 3.2 (37.8)      | 9.8 (49.6)      | 15.6 (60.1)     | 18.8 (65.8)     | 22.0 (71.6)     | 23.5 (74.3)     | 20.8 (69.4)     | 15.5 (59.9)     | 8.5 (47.3)      | 1.3 (34.3)      | 11.4 (52.5)     |
| 일일 평균 기온 °C (°F)                                       | −7.9 (17.8)     | −7.1 (19.2)     | −2.1 (28.2)     | 3.6 (38.5)      | 9.0 (48.2)      | 13.0 (55.4)     | 16.9 (62.4)     | 18.4 (65.1)     | 15.3 (59.5)     | 8.9 (48.0)      | 2.0 (35.6)      | −5.2 (22.6)     | 5.4 (41.7)      |
| 일평균 최저 기온 °C (°F)                                     | −15.2 (4.6)     | −14.7 (5.5)     | −8.1 (17.4)     | −2.3 (27.9)     | 3.1 (37.6)      | 8.4 (47.1)      | 13.0 (55.4)     | 14.6 (58.3)     | 10.2 (50.4)     | 2.3 (36.1)      | −4.4 (24.1)     | −12.1 (10.2)    | −0.4 (31.2)     |
| 역대 최저 기온 °C (°F)                                       | −29.5 (−21.1)   | −29.4 (−20.9)   | −24.3 (−11.7)   | −14.6 (5.7)     | −7.1 (19.2)     | −2.8 (27.0)     | 2.6 (36.7)      | 3.5 (38.3)      | −1.7 (28.9)     | −8.3 (17.1)     | −16.2 (2.8)     | −26.0 (−14.8)   | −29.5 (−21.1)   |
| 평균 강수량 mm (인치)                                        | 35.4 (1.39)     | 22.8 (0.90)     | 49.3 (1.94)     | 76.3 (3.00)     | 105.7 (4.16)    | 97.2 (3.83)     | 119.1 (4.69)    | 158.8 (6.25)    | 152.9 (6.02)    | 111.0 (4.37)    | 70.7 (2.78)     | 56.0 (2.20)     | 1,054.9 (41.53) |
| 평균 강설량 cm (인치)                                        | 86 (34)         | 70 (28)         | 73 (29)         | 31 (12)         | 0 (0)           | 0 (0)           | 0 (0)           | 0 (0)           | 0 (0)           | 0 (0)           | 8 (3.1)         | 69 (27)         | 338 (133)       |
| 평균 강수일수 (≥ 1.0 mm)                                     | 5.8             | 5.1             | 7.4             | 9.4             | 10.7            | 9.9             | 11.2            | 11.8            | 11.7            | 9.7             | 8.5             | 7.2             | 108.4           |
| 평균 강설일수 (≥ 3 cm)                                       | 10.8            | 8.5             | 9.2             | 4.5             | 0.1             | 0               | 0               | 0               | 0               | 0               | 1.0             | 9.0             | 43.1            |
| 평균 월간 일조시간                                           | 149.8           | 152.3           | 171.6           | 160.2           | 161.4           | 131.4           | 108.4           | 112.3           | 128.7           | 152.4           | 145.5           | 145.1           | 1,719           |
| 출처: 일본 기상청 (평년값: 1991년~2020년, 극값: 1977년~현재) |                 |                 |                 |                 |                 |                 |                 |                 |                 |                 |                 |                 |                 |

## 역사
- 1903년 - 데시카가촌·굿시야로촌이 데시카가외 1촌 호장사무소(현재의 데시카가정)로 분리되었다.
- 1923년 - 구마우시촌(熊牛村)이 되었다.
- 1929년 - 구마우시촌이 시베차촌으로 개칭하였다.
- 1950년 11월 1일 - 정으로 승격해 시베차정이 되었다.
- 1955년 - 오타촌의 일부를 합병했다.

## 경제
주요 산업은 낙농업이다. 농가 호수는 해마다 감소하고 있지만 반대로 젖소 수는 늘어나 대규모화가 진행되고 있다. 시베차정에서 낙농업이 시작된 것은 쇼와 시대로 몇 호의 낙농가가 생유를 버터, 크림 등으로 가공해 구시로에서 판매했다. 1934년경부터 각지에서 집유소가 지어져 본격적으로 낙농업을 하게 되었다. 근래에는 남부의 도로호를 중심으로 관광 개발이 진행되고 있다.

## 교통

### 철도
- 홋카이도 여객철도 센모 본선

### 도로
- 국도 272호선(일본어판)
- 국도 274호선
- 국도 391호선